# Pere Ferreres Serrano
Pere Ferreres Serrano (Santa Coloma de Gramenet, 19 de novembre de 1958) és un periodista esportiu català.
Llicenciat en Ciències de la Informació a la Universitat Autònoma de Barcelona, fou director del Grama diari i el 1984 entrà a TVE Catalunya, on dirigí programes com 20:30 A Punt, Més que un club i ZigaZaga, entre d'altres. Formà part de l'equip d'enviats especials que feu la cobertura dels Jocs Olímpics de Seül 1988, i que, posteriorment, varen rebre un premi Ondas. També és conegut per haver sigut el narrador habitual de les retransmissions en català dels partits de basquetbol a La 2 i al Teledeporte. Per altra banda, impulsà l'edició espanyola de la Revista Oficial NBA i col·laborà a la secció de bàsquet del Mundo Deportivo i a la revista especialitzada Clinic, així com, ha publicat Cien años azulgrana. Entrevistas a la sombra del Camp Nou (1998) i Vosotros sois tontos ¿o qué os pasa? (2011).